# Nossa Senhora do Rosário de Enseada de Brito
Nossa Senhora do Rosário de Enseada de Brito était le nom originel de la localité actuelle d'Enseada do Brito, dans la municipalité de Palhoça, au Brésil. 
Il s'agissait de l'une des trois premières freguesias créées dans l'État de Santa Catarina, en 1750, avec São Miguel da Terra Firme (1748), sur le territoire de la municipalité actuelle de Biguaçu, et Lagoa da Conceição (1750), sur l'île de Santa Catarina.